# Frederic H. Smith, Jr.

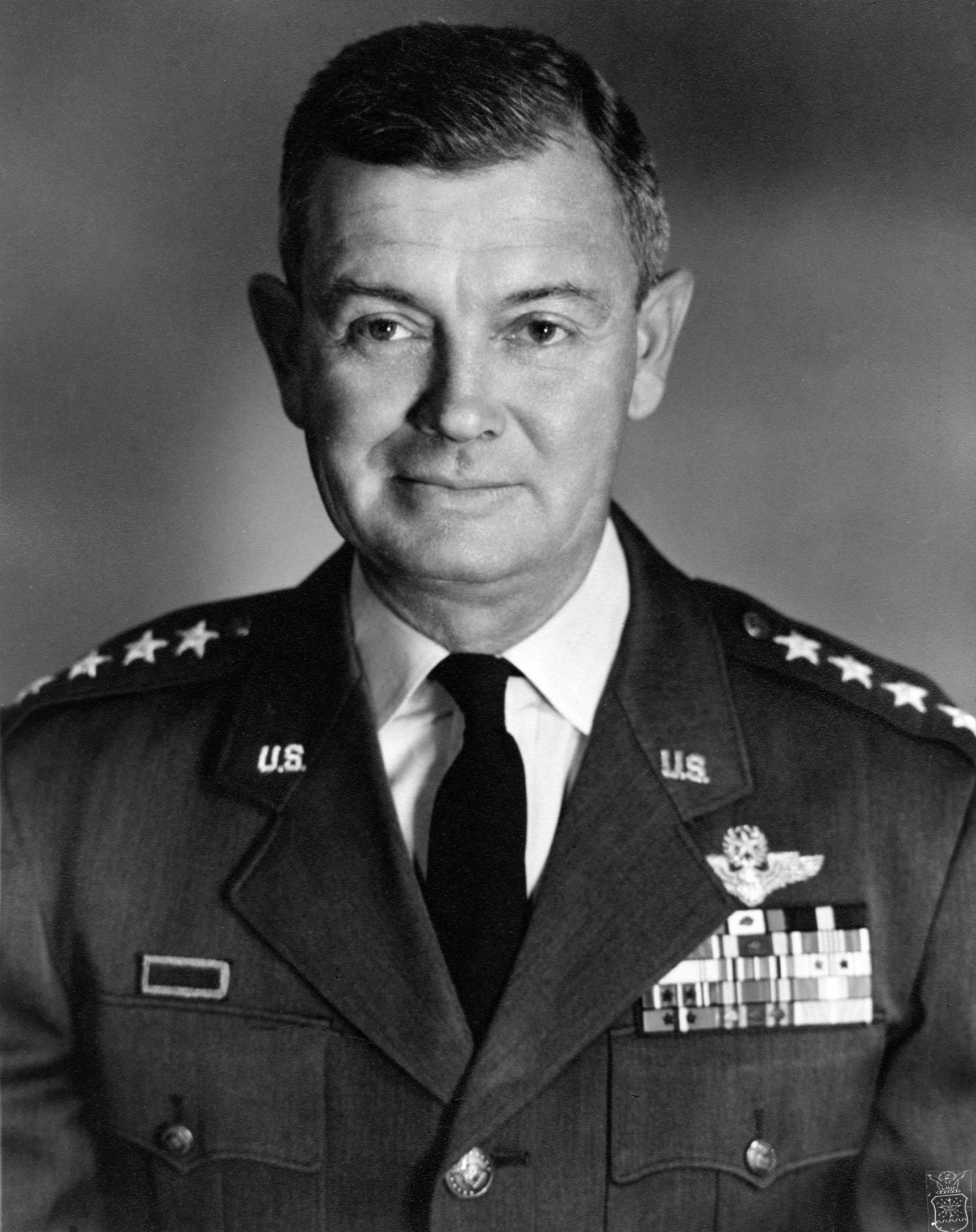
General Frederic H. Smith, Jr.

Frederic Harrison Smith, Jr. (* 30. Juni 1908 in Fort Monroe, Hampton, Virginia; † 28. Mai 1980 in San Antonio, Texas) war ein US-amerikanischer Offizier des US Army Air Corps USAAC, der US Army Air Forces USAAF sowie zuletzt der US Air Force USAF, der unter anderem als Generalleutnant zwischen 1956 und 1958 Befehlshaber der Fünften Luftflotte (Fifth Air Force) sowie in Personalunion als General von 1959 bis 1961 sowohl Befehlshaber der Vierten Alliierten Taktischen Luftflotte (Fourth Allied Tactical Air Force) als auch Kommandierender General der US-Luftstreitkräfte in Europa USAFE (US Air Forces in Europe) war. Zuletzt fungierte er noch zwischen 1961 und 1962 als Vize-Chef des Generalstabes der US Air Force (Vice Chief of Staff of the Air Force).

## Leben

### Familiäre Herkunft, Ausbildung und Verwendungen als Offizier
Frederic Harrison Smith, Jr. war der ältere Sohn von Generalmajor Frederic Harrison Smith (1879–1961), der 1941 unter anderem Kommandierender General des VII. Korps (VII Corps) der US Army sowie zwischen 1941 und 1943 Kommandant von Camp Davis war, und dessen Ehefrau Harriet Bonnycastle Harrison Smith (1888–1965). Sein jüngerer Bruder Daniel W. Smith (1911–1943) diente zuletzt als Oberstleutnant in der Infanterie der US Army und fiel während des Zweiten Weltkrieges. Er selbst begann nach dem Schulbesuch eine Offiziersausbildung an der US Military Academy in West Point und wurde nach deren Abschluss am 13. Juni 1929 als Leutnant (Second Lieutenant) in die Feldartillerie übernommen. Allerdings begann er unmittelbar darauf seine Pilotengrundausbildung auf dem Militärflugplatz Brooks Field, die er an der Advanced Flying School auf dem Militärflugplatz Kelly Field fortsetzte. Nachdem er die Fliegerlizenz und seine „Wings“ erhalten hatte, wurde er im Dezember 1930 zum US Army Air Corps USAAC versetzt. Seine erste Verwendung fand er auf dem Fliegerstützpunkt France Field in der Panamakanalzone, wo er bis Dezember 1932 in der 63. Dienststaffel (63rd Service Squadron) und der 24. Verfolgungsstaffel (24th Pursuit Squadron) diente. Nach seiner Rückkehr wurde er im Januar 1933 als Oberleutnant (First Lieutenant) und Fluglehrer zur 41. Schulstaffel (41st School Squadron) nach Kelly Field eingesetzt.
Daraufhin erfolgte eine erneute Versetzung in die Panamakanalzone, in der Smith nach seiner Beförderung zum Hauptmann (Captain) zwischen 1936 und 1939 leitender Luftfahrtinspektor und Berater in Luftfahrtangelegenheiten beim Gouverneur der Panamakanalzone, Generalmajor Clarence S. Ridley, in Balboa Heights tätig war. Ende 1939 kehrte er in die USA zurück und wurde zunächst Operationsoffizier sowie einige Monate später Kommandeur der 36. Verfolgungsstaffel (36th Pursuit Squadron) auf dem Stützpunkt Langley Field.

### Zweiter Weltkrieg
Am 17. Januar 1941 wurde Frederic H. Smith, Jr. auf dem Militärflugplatz Mitchel FieldKommandeur der zum 7. Verfolgungsgeschwader (Seventh Pursuit Wing) gehörenden 8. Verfolgungsgruppe (Eighth Pursuit Group), mit der er nach dem Eintritt der Vereinigten Staaten in den Zweiten Weltkrieg nach dem japanischen Angriff auf Pearl Harbor im Januar 1942 für den Einsatz im Pazifikkrieg nach Australien verlegt wurde. In dieser Verwendung erfolgte am 5. Januar 1942 seine Ernennung zum Oberstleutnant sowie am 1. März 1942 zum Oberst des Air Corps der Army of the United States (AUS). Anschließend war er vom 29. Mai bis zum 12. Juli 1942 Leitender Luftstabsoffizier für das östliche Gebiet der Alliierten Luftstreitkräfte im Südwestpazifik AAFSWPA (Allied Air Forces in the Southwest Pacific Area) und erhielt als solcher am 1. Juli 1942 seine Ernennung zum Oberstleutnant der Army of the United States, woraufhin er zwischen dem 13. Juli und dem 9. August 1942 kurzzeitig Assistierender Chef des Stabes für Operationen und Ausbildung der AAFSWPA fungierte.
Im weiteren Verlauf des Zweiten Weltkrieges wurde er nach Neuguinea versetzt und war dort zunächst vom 10. August 1942 bis zum 3. März 1943 Chef des Stabes der aus der Far East Air Force hervorgegangenen reorganisierten Fünften Luftflotte (Fifth Air Force) sowie anschließend zwischen dem 4. März und dem 31. Dezember 1943 Kommandeur der 1. Lufteingriffskräfte (1st Air Task Force) war, wobei er als solcher am 22. November 1943 auch zum Brigadegeneral der AUS ernannt wurde. Nach einer anschließend Verwendung vom 13. Januar bis zum 12. März 1944 als Beobachter für Taktik und Orientierung im Hauptquartier der US Army Air Forces USAAF, fungierte er zwischen dem 27. März und dem 1. August 1944 als stellvertretender Leitender Luftstabsoffizier der für den Einsatz auf dem europäischen Kriegsschauplatz im Vereinigten Königreich stationierten Alliierten Expeditionsluftstreitkräfte AEAF (Allied Expeditionary Air Force). Danach kehrte er ins Hauptquartier der USAAF zurück, wo er vom 31. August bis zum 31. Dezember 1944 stellvertretender Chef des Luftstabes war. Zuletzt wurde er während des Pazifikkrieges noch Kommandierender General des auf den Philippinen stationierten 5. Jagdfliegerkommandos (5th Fighter Command)und führte dieses Kommando nach der Kapitulation Japans am 2. September 1945 nach seiner Verlegung nach Okinawa noch bis zum 30. September 1945.

### Nachkriegszeit und Aufstieg zum General

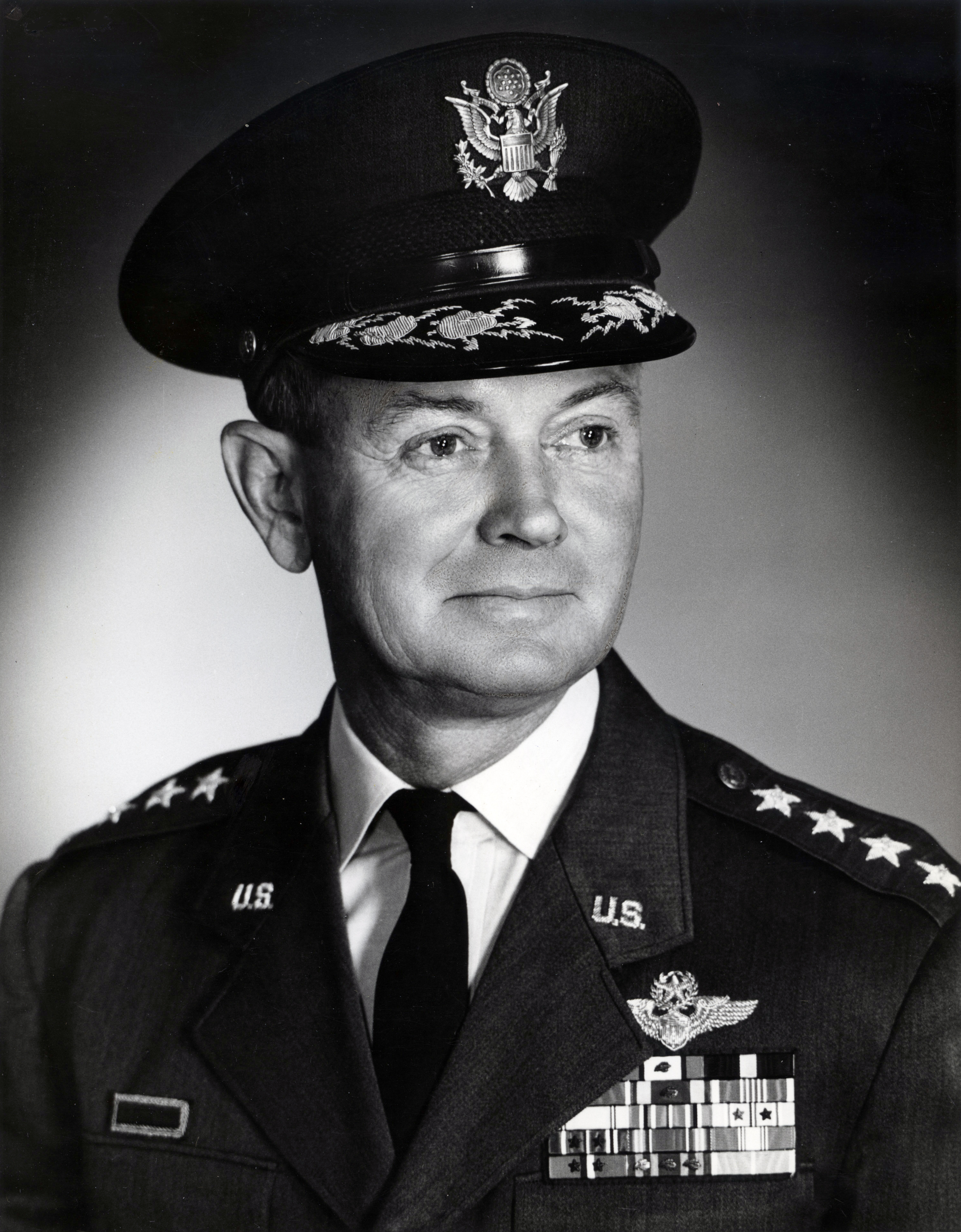
General Frederic H. Smith, Jr.

Nach seiner Rückkehr in die USA war Smith zwischen Januar und dem 26. April 1946 zunächst Chef des Büros für besondere Organisationsplanung im Hauptquartier der USAAF sowie im Anschluss vom 26. April 1946 bis zum 2. März 1947 Chef des Stabes des Strategischen Luftkommandos SAC (Strategic Air Command) auf dem Militärflugplatz Andrews Field und erhielt in dieser Zeit am 13. Juni 1946 auch seine Beförderung zum Major der regulären US Army sowie im Februar 1947 die Ernennung zum Nationalen Kommandeur der Zivilen Luftpatrouille (Civil Air Patrol). Nach der offiziellen Aufstellung der US Air Force USAF als eigenständige Teilstreitkraft der US-Streitkräfte (US Armed Forces) am 18. September 1947 übernahm er vom 1. Oktober 1947 bis zum 10. Februar 1948 den Posten als Leiter der Anforderungsabteilung (Chief of Requirements Division) im Direktorat für Ausbildung und Anforderungen im Hauptquartier der USAF und wurde am 30. Oktober 1947 zum Generalmajor (Major General) befördert.
Daraufhin fungierte er zwischen dem 11. Februar 1948 und dem 26. Juli 1950 als Assistent für Programme beim stellvertretenden Chef des Generalstabes der US Air Force für Operationen sowie im Anschluss vom 14. August 1950 bis zum 21. Februar 1952 als Kommandierender General der Luftverteidigungskommandos Ost (Eastern Air Defense Command) auf der Stewart Air Force Base, ehe er zwischen dem 1. März 1952 und Juni 1956 stellvertretender Kommandierender General der Luftverteidigungskommandos ADC (Air Defense Command) auf der Ent Air Force Base war. Anschließend übernahm er nach seiner Beförderung zum Generalleutnant (Lieutenant General) am 20. Juni 1956 von Generalleutnant Roger M. Ramey den Posten als Befehlshaber der Fünften Luftflotte (Fifth Air Force) in Japan und bekleidete diesen bis zum 31. Juli 1958, woraufhin Generalleutnant Robert W. Burns am 4. August 1958 seine Nachfolge antrat. Zugleich fungierte er zwischen dem 1. Juli 1957 und 31. Juli 1958 auch als Befehlshaber der US-Streitkräfte in Japan USFJ (United States Forces Japan). Er selbst übernahm ihm Anschluss vom 1. August 1958 bis zum 31. Juli 1959 den Posten als Kommandierender General des Luftausbildungskommandos ATC (Air Training Command) auf der Randolph Air Force Base.

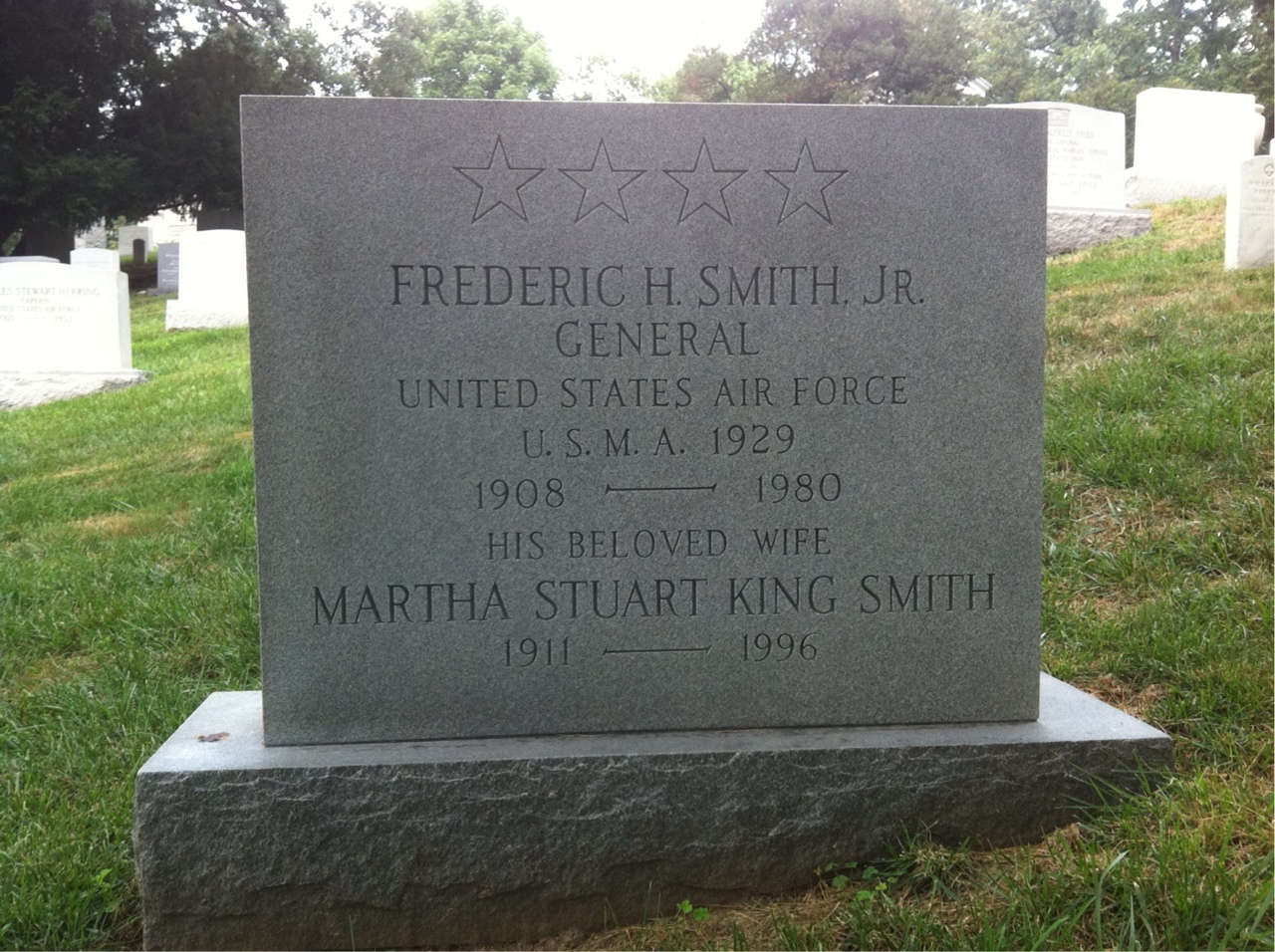
Grabstätte von General Frederic H. Smith, Jr. auf dem Nationalfriedhof Arlington.

Als General löste Frederic H. Smith, Jr. am 1. August 1959 in Wiesbaden General Frank F. Everest sowohl als Befehlshaber der Vierten Alliierten Taktischen Luftflotte (Fourth Allied Tactical Air Force) als auch als Kommandierender General der US-Luftstreitkräfte in Europa USAFE (US Air Forces in Europe) ab. (Die Verlegung zur Ramstein Air Base erfolgte erst Anfang der 1970er Jahre). Diese beiden Posten behielt er bis zum 30. Juni 1961 und wurde jeweils von General Truman H. Landon abgelöst. Zuletzt übernahm er am 1. Juli 1961 von General Curtis E. LeMay das Amt als Vize-Chef des Generalstabes der US Air Force (Vice Chief of Staff of the Air Force) und verblieb in dieser Verwendung bis zu seinem Eintritt in den Ruhestand am 30. Juni 1962, woraufhin General William F. McKee ihm nachfolgte.
Aus seiner Ehe mit Martha Stuart King Smith (1911–1996), Tochter von Fleet Admiral Ernest J. King (1878–1956) und dessen Ehefrau Martha Rankin Egerton King (1880–1969), ging der Sohn James Calvert Smith (1939–2010) hervor. Nach seinem Tode wurde er auf dem Nationalfriedhof Arlington beigesetzt.

## Auszeichnungen
Auswahl der Dekorationen, sortiert in Anlehnung der Order of Precedence of Military Awards:
- Army Distinguished Service Medal (2×)
- Air Force Distinguished Service Medal
- Navy Distinguished Service Medal
- Legion of Merit